# Histocidaris
Histocidaris is een geslacht van zee-egels, en het typegeslacht van de familie Histocidaridae.

## Soorten
- Histocidaris acutispina Mortensen, 1927
- Histocidaris australiae Mortensen, 1928
- Histocidaris carinata Mortensen, 1928
- Histocidaris cobosi (A. Agassiz, 1898)
- Histocidaris crassispina Mortensen, 1928
- Histocidaris denticulata Koehler, 1927
- Histocidaris elegans (A. Agassiz, 1879)
- Histocidaris formosa Mortensen, 1928
- Histocidaris geneffensis Lambert, 1932 †
- Histocidaris longicollis Hoggett & Rowe, 1986
- Histocidaris magnifica Mortensen, 1928
- Histocidaris mckayi Fell, 1954 †
- Histocidaris misakiensis (Yoshiwara, 1898)
- Histocidaris nuttingi Mortensen, 1926
- Histocidaris oranensis Lambert, 1931 †
- Histocidaris purpurata (Thomson, 1872)
- Histocidaris recurvata Mortensen, 1928
- Histocidaris sharreri (A. Agassiz, 1880)
- Histocidaris variabilis (A. Agassiz & H.L. Clark, 1907)